# Retour sur temps investi
Le retour sur le temps investi (en anglais : return on time invested, ROTI) est une métrique utilisée pour évaluer la qualité du temps consacré à une activité ou à un projet donné. Il est analogue au concept financier de retour sur investissement (ROI) mais se concentre sur les retours qualitatifs et quantitatifs obtenus à partir du temps investi, plutôt que sur le capital financier. Le ROTI est particulièrement utile dans des contextes où le temps est une ressource critique, comme dans la gestion de projet, la productivité personnelle et l'efficacité organisationnelle.

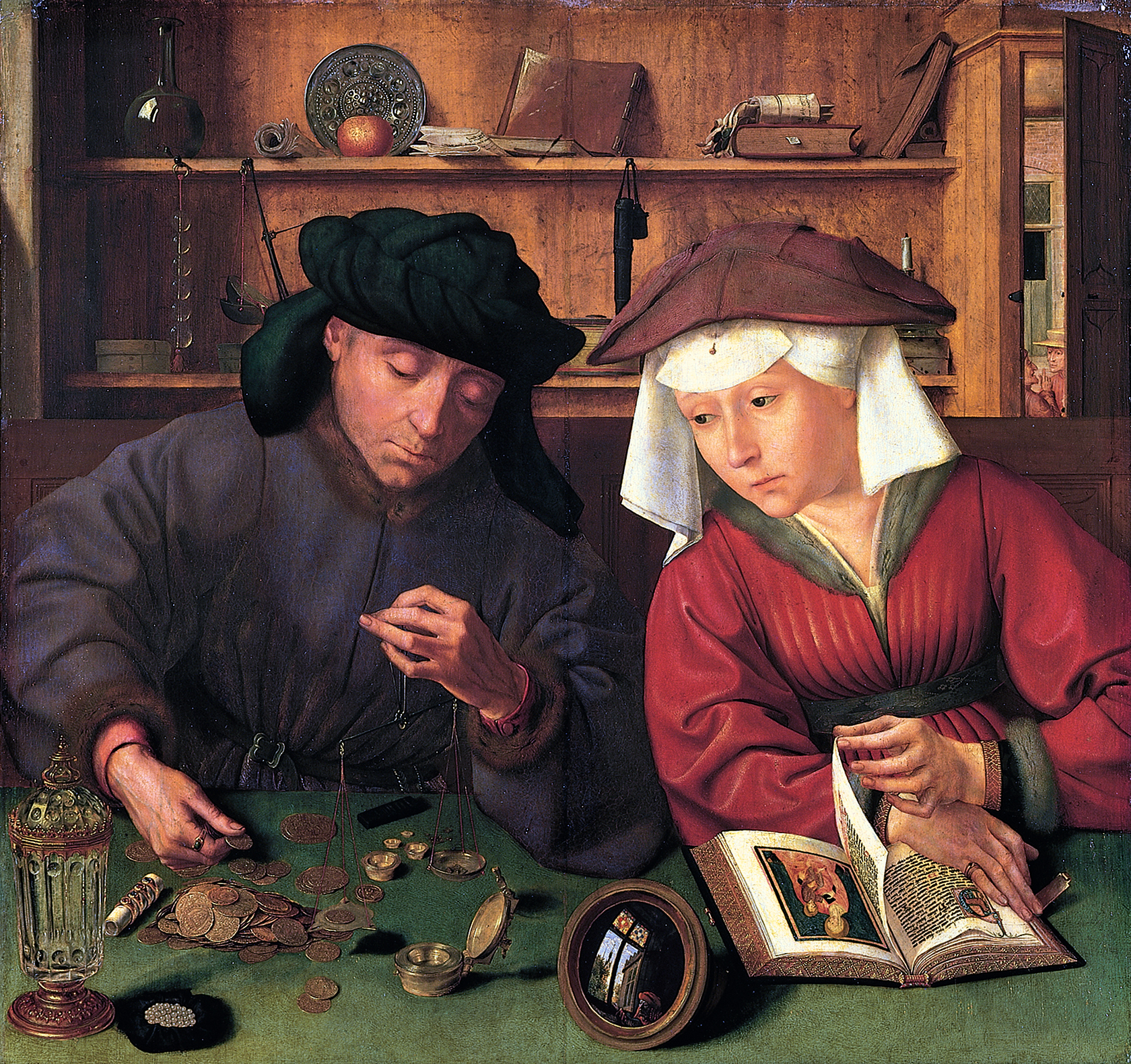
Le Prêteur et sa Femme par Quentin Metsys (1514)

## Histoire
Le concept de ROTI a évolué parallèlement à l'accent croissant mis sur la productivité et l'efficacité dans les contextes personnels et professionnels. Bien que l'origine exacte du terme ne soit pas bien documentée, il a gagné en popularité au début du XXIe siècle à mesure que le travail de connaissance et la gestion du temps devenaient des composants cruciaux du succès en affaires. L'adoption généralisée des outils numériques et le besoin d'une allocation efficace du temps dans divers secteurs ont encore renforcé l'importance de mesurer les retours liés au temps. Des publications comme Forbes ont souligné l'importance de la gestion du temps et de la productivité dans de nombreux articles, mettant en avant la pertinence de concepts comme le ROTI dans les lieux de travail modernes,,.

## Formule de calcul
Le calcul du ROTI peut varier en fonction du contexte et des métriques spécifiques évaluées. Cependant, une formule générale peut être exprimée comme suit : ROTI = Valeur totale ou Résultat obtenu / Temps total investi.

### Étapes de calcul
1. Identifier l'activité ou le projet : Définir clairement la portée et les objectifs de l'activité ou du projet pour lequel le ROTI est calculé.
2. Mesurer le temps investi : Suivre et enregistrer le temps total consacré à l'activité.
3. Évaluer le résultat ou la valeur : Évaluer les résultats qualitatifs et quantitatifs découlant du temps investi. Cela peut inclure des tâches accomplies, des jalons atteints, des compétences acquises ou des revenus générés.
4. Calculer le ROTI : Diviser la valeur totale ou le résultat obtenu par le temps total investi pour déterminer le ROTI.

Formule de calul

### Après une réunion
Évaluer le ROTI à la fin d'une réunion aide à déterminer si la réunion était une utilisation précieuse du temps pour les participants. Les organisateurs peuvent utiliser des outils numériques pour simplifier le processus d'évaluation du ROTI, facilitant ainsi la collecte et l'analyse des données.
- Demander des retours : À la fin de la réunion, demander aux participants d'évaluer la valeur de la réunion. Cela peut se faire par un rapide sondage verbal ou une approche plus structurée à l'aide d'un outil de sondage.
- Évaluer la valeur : Utiliser une échelle simple (de 1 à 5) où les participants évaluent la valeur de la réunion en termes de réalisation de ses objectifs et de contribution à leur travail.
- Mesurer le temps passé : Enregistrer le temps total passé en réunion, y compris les activités de préparation et de suivi, si pertinentes.
- Calculer le ROTI : Analyser les retours pour déterminer la note de valeur moyenne et la comparer au temps investi dans la réunion.

## Usage

### Gestion de projet
En gestion de projet, le ROTI est utilisé pour évaluer l'efficacité de l'allocation du temps à travers diverses tâches et phases d'un projet. En calculant le ROTI, les chefs de projet peuvent identifier les domaines où le temps est utilisé efficacement et ceux qui nécessitent une optimisation.

### Productivité personnelle
Les individus utilisent le ROTI pour améliorer leur productivité personnelle en évaluant comment leur temps est dépensé sur différentes activités. Cela aide à prioriser les tâches offrant des retours plus élevés sur le temps investi et à minimiser le temps passé sur des activités à faible valeur ajoutée. Des médias comme Inc. offrent fréquemment des conseils pour maximiser la productivité personnelle, faisant souvent référence aux principes derrière le ROTI.

### Efficacité organisationnelle
Les organisations utilisent le ROTI pour améliorer l'efficacité globale en analysant comment le temps des employés contribue aux objectifs de l'entreprise. En comprenant le ROTI des différents processus et fonctions, les organisations peuvent rationaliser leurs opérations et allouer les ressources plus efficacement. Des rapports dans Harvard Business Review ont mis en avant des études de cas où les entreprises ont amélioré leur efficacité grâce à une meilleure gestion du temps et à des évaluations du ROTI,.

## Bénéfices
- Amélioration de la gestion du temps: Le ROTI fournit une métrique claire pour évaluer comment le temps est utilisé, conduisant à une meilleure gestion du temps et à une meilleure priorisation.
- Productivité accrue: En se concentrant sur les activités avec un ROTI plus élevé, les individus et les organisations peuvent accomplir plus avec la même quantité de temps.
- Prise de décision basée sur les données: Le ROTI offre une base quantitative pour prendre des décisions liées à l'allocation du temps et à la gestion des ressources.
- Responsabilisation accrue: Suivre le ROTI encourage la responsabilisation sur l'utilisation du temps et les résultats obtenus.